# Ronald Šiklić
Ronald Šiklič (*24. listopad 1980, Záhřeb, Chorvatsko) je chorvatský fotbalový obránce.
Fotbalově vyrůstal v chorvatském velkoklubu Dinamo Zagreb, kde působil deset let až do roku 2000. Poté přestoupil do konkurenčního HNK Šibenik, kde působil dvě sezony. Od roku 2002 byl poprvé zaměstnán u zahraničního klubu, konkrétně v polském Groclin Grodzisk, kde hrál 4 sezony, poté odešel do dalšího polského klubu, Gornik Leczna. Na rok 2006 odešel na Ukrajinu a to do týmu FK Kryvbas Kryvyj Rih. V létě 2007 byl na testech v českých klubech SK Sigma Olomouc a SK Slavia Praha, ale ani v jednom neuspěl a tak nakonec skončil v týmu Slaven Belupo. Po sezoně se však ukázalo, že Slavia tohoto silného obránce celý rok sledovala a v létě 2008 s ním podepsala čtyřletou smlouvu. V sezoně 2008-2009 získal se Slavií mistrovský titul. V létě 2009 však Slavia oznámila, že s jeho službami nadále nepočítá a může si hledat jiné angažmá. Na konci září 2009 jej získalo Dynamo České Budějovice na půlroční hostování.

## Klubové statistiky
Aktuální k 2. červnu 2009
| Sezona | Klub                      | Země       | Soutěž              | Zápasy | Góly |
| ------ | ------------------------- | ---------- | ------------------- | ------ | ---- |
| 00/01  | HNK Šibenik               | Chorvatsko | Prva HNL            | 3      | 0    |
|        | NK Inter Zaprešić (host.) | Chorvatsko | Treća HNL - Central | 9      | 0    |
| 01/02  | HNK Šibenik               | Chorvatsko | Prva HNL            | 4      | 0    |
| 02/03  | HNK Šibenik               | Chorvatsko | Prva HNL            | 16     | 0    |
| 03/04  | Odra Wodzisław            | Polsko     | Ekstraklasa         | 3      | 0    |
|        | Groclin Grodzisk          | Polsko     | Ekstraklasa         | 3      | 0    |
| 04/05  | Górnik Łęczna             | Polsko     | Ekstraklasa         | 16     | 0    |
| 05/06  | Górnik Łęczna             | Polsko     | Ekstraklasa         | 5      | 0    |
| 06     | Lechia Gdańsk             | Polsko     | Druha Liga          | 4      | 0    |
| 06/07  | FK Kryvbas Kryvyj Rih     | Ukrajina   | Premier Liha        | 0      | 0    |
| 07/08  | NK Slaven Belupo          | Chorvatsko | Prva HNL            | 22     | 1    |
| 08/09  | SK Slavia Praha           | Česko      | 1. liga             | 5      | 0    |